# Liste de journaux en Norvège
Cet article présente une liste de journaux norvégiens.
- Haut – A
- B
- C
- D
- E
- F
- G
- H
- I
- J
- K
- L
- M
- N
- O
- P
- Q
- R
- S
- T
- U
- V
- W
- X
- Y
- Z

## A
| Nom                 | Périodicité                | Type     | Lieu d'édition | Période   | Circulation (date) |
| ------------------- | -------------------------- | -------- | -------------- | --------- | ------------------ |
| Adresseavisen       | quotidien                  | régional | Trondheim      | 1767-     | 70 089 (2012)      |
| Aftenposten         | quotidien                  | national | Oslo           | 1860-     | 225 981 (2012)     |
| Alle Kvinners Blad  | hebdomadaire               | national | Oslo           | 1937-1978 | 275 000 (1950)     |
| Agderposten (no)    | quotidien                  | régional | Arendal        | 1874-     | 21 262 (2011)      |
| Andøyposten (no)    | quotidien                  | régional | Andenes        | 1979-     | 1 801 (2012)       |
| Avisa Nordland (no) | quotidien                  | régional | Bodø           | 2002-     | 20 696 (2012)      |
| Ávvir               | quotidien (lundi-vendredi) | régional | Karasjok       | 2008-     |                    |

## B
| Nom                    | Périodicité | Type     | Lieu d'édition | Période | Circulation (date) |
| ---------------------- | ----------- | -------- | -------------- | ------- | ------------------ |
| Bergensavisen (no)     | quotidien   | régional | Bergen         | 1927-   | 17 873 (2012)      |
| Bergens Tidende        | quotidien   | régional | Bergen         | 1868-   | 76 817 (2012)      |
| Brønnøysunds avis (no) | quotidien   | régional | Brønnøysund    | 1920-   | 3 922 (2012)       |
| Budstikka (no)         | quotidien   | régional | Asker          | 1898-   | 23 344 (2012)      |

## D
| Nom                            | Périodicité  | Type     | Lieu d'édition   | Période | Circulation (date) |
| ------------------------------ | ------------ | -------- | ---------------- | ------- | ------------------ |
| Dagbladet                      | quotidien    | national | Oslo             | 1869-   | 88 331 (2012)      |
| Dagen (journal norvégien) (no) | quotidien    | régional | Bergen           | 1919-   | 10 825 (2012)      |
| Dagens Næringsliv              | quotidien    | national | Oslo             | 1889-   | 82 889 (2012)      |
| Dag og Tid (no)                | hebdomadaire | national | Oslo             | 1962-   | 9 132 (2012)       |
| Dagsavisen                     | quotidien    | national | Oslo             | 1884-   | 24 524 (2011)      |
| Demokraten (no)                | quotidien    | régional | Fredrikstad      | 1906-   | 5 605 (2012)       |
| Drammens Tidende (no)          | quotidien    | régional | Drammen          | 1832-   | 31 213 (2012)      |
| Driva (no)                     | quotidien    | régional | Surnadal/Sunndal | 1971-   | 3 843 (2012)       |

## F
| Nom                        | Périodicité     | Type                  | Lieu d'édition | Période | Circulation (date) |
| -------------------------- | --------------- | --------------------- | -------------- | ------- | ------------------ |
| Fædrelandsvennen           | quotidien       | régional              | Kristiansand   | 1875-   | 35 441 (2012)      |
| Fanaposten (no)            | quotidien       | régional              | Nesttun        | 1978-   | 4 546 (2012)       |
| Finnmark Dagblad (no)      | quotidien       | régional              | Hammerfest     | 1913-   | 6 868 (2012)       |
| Finnmarken (no)            | quotidien       | régional              | Vadsø          | 1899-   | 6 177 (2012)       |
| Firda (no)                 | quotidien       | régional              | Førde          | 1917-   | 12 478 (2012)      |
| Firda Tidend (no)          | quotidien       | régional              | Sandane        | 1924-   | 3 062 (2011)       |
| Firdaposten (no)           | quotidien       | régional              | Florø          | 1948-   | 5 114 (2012)       |
| FiskeribladetFiskaren (no) | quotidien       | national (pêche)      | Bergen         | 2008-   | 7 563 (2012)       |
| Fjordabladet (no)          | quotidien       | régional              | Nordfjordeid   | 1873-   | 2 697 (2012)       |
| Fjordenes Tidende (no)     | quotidien       | régional              | Måløy          | 1910-   | 5 017 (2012)       |
| Fjordingen (no)            | trihebdomadaire | régional              | Stryn          | 1928-   | 4 120 (2012)       |
| Fjuken (no)                | hebdomadaire    | régional              | Skjåk          | 1989-   | 3 921 (2012)       |
| Framtid i Nord (no)        | quotidien       | régional              | Troms          | ?       | 4 435 (2012)       |
| Fredriksstad Blad (no)     | quotidien       | régional              | Fredrikstad    | 1889-   | 20 052 (2012)      |
| Fremover (no)              | quotidien       | régional              | Narvik         | 1903-   | 7 812 (2012)       |
| Friheten (no)              | bimensuel       | national (communiste) | Oslo           | 1941-   | 3 240 (2011)       |

## G
| Nom                           | Périodicité | Type     | Lieu d'édition | Période | Circulation (date) |
| ----------------------------- | ----------- | -------- | -------------- | ------- | ------------------ |
| Glåmdalen (no)                | quotidien   | régional | Kongsvinger    | 1885-   | 17 483 (2012)      |
| Grannar (no)                  | quotidien   | régional | Etne           | ?       | 3 682 (2012)       |
| Gudbrandsdølen Dagningen (no) | quotidien   | régional | Lillehammer    | 1997-   | 24 011 (2012)      |

## H
| Nom                      | Périodicité | Type               | Lieu d'édition | Période | Circulation (date) |
| ------------------------ | ----------- | ------------------ | -------------- | ------- | ------------------ |
| Halden Arbeiderblad (no) | quotidien   | régional (soc-dém) | Halden         | 1929-   | 7 782 (2012)       |
| Hamar Arbeiderblad (no)  | quotidien   | régional (soc-dém) | Hamar          | 1925-   | 24 093 (2012)      |
| Harstad Tidende (no)     | quotidien   | régional           | Harstad        | 1887-   | 11 248 (2012)      |
| Haugesunds Avis (no)     | quotidien   | régional           | Haugesund      | 1895-   | 26 152 (2012)      |

## I
| Nom                      | Périodicité | Type     | Lieu d'édition | Période | Circulation (date) |
| ------------------------ | ----------- | -------- | -------------- | ------- | ------------------ |
| Indre Akershus Blad (no) | quotidien   | régional | Bjørkelangen   | 1908-   | 7 896 (2012)       |
| iTromsø (no)             | quotidien   | régional | Tromsø         | 1898-   | 8 220 (2012)       |

## J
| Nom                 | Périodicité     | Type     | Lieu d'édition | Période | Circulation (date) |
| ------------------- | --------------- | -------- | -------------- | ------- | ------------------ |
| Jærbladet (no)      | trihebdomadaire | régional | Bryne          | 1949-   | 13 116 (2012)      |
| Jarlsberg Avis (no) | trihebdomadaire | régional | Holmestrand    | 1843-   | 3 963 (2012)       |

## K
| Nom               | Périodicité | Type                  | Lieu d'édition | Période | Circulation (date) |
| ----------------- | ----------- | --------------------- | -------------- | ------- | ------------------ |
| Klassekampen (no) | quotidien   | national (socialiste) | Oslo           | 1969-   | 16 353 (2012)      |

## L
| Nom                   | Périodicité     | Type     | Lieu d'édition | Période | Circulation (date) |
| --------------------- | --------------- | -------- | -------------- | ------- | ------------------ |
| Laagendalsposten (no) | quotidien       | régional | Kongsberg      | 1903-   | 8 824 (2012)       |
| Levanger-Avisa (no)   | trihebdomadaire | régional | Levanger       | 1848-   | 3 945 (2012)       |
| Lofotposten (no)      | quotidien       | régional | Svolvær        | 1896-   | 6 133 (2012)       |

## M
| Nom               | Périodicité  | Type     | Lieu d'édition | Période   | Circulation (date) |
| ----------------- | ------------ | -------- | -------------- | --------- | ------------------ |
| Morgenbladet      | hebdomadaire | national | Oslo           | 1819-     | 28 605 (2012)      |
| Moss Avis (no)    | quotidien    | régional | Moss           | 1876-     | 13 850 (2012)      |
| Moss Dagblad (no) | quotidien    | régional | Moss           | 1912-2009 | 6 126 (2007)       |

## N
| Nom             | Périodicité     | Type                  | Lieu d'édition | Période | Circulation (date) |
| --------------- | --------------- | --------------------- | -------------- | ------- | ------------------ |
| Nationen        | quotidien       | national              | Oslo           | 1918-   | 12 185 (2012)      |
| Nettavisen (no) | —               | en ligne              | —              | 1996-   | —                  |
| Nordlys         | quotidien       | régional              | Tromsø         | 1902-   | 23 379 (2012)      |
| Ny Tid (no)     | hebdomadaire    | national (socialiste) | Oslo           | 1975-   | 2 384 (2012)       |
| Nye Troms (no)  | trihebdomadaire | régional              | Målselv        | 1974-   | 4 646 (2012)       |

## O
| Nom                       | Périodicité     | Type               | Lieu d'édition | Période | Circulation (date) |
| ------------------------- | --------------- | ------------------ | -------------- | ------- | ------------------ |
| Opdalingen (no)           | trihebdomadaire | régional           | Oppdal         | 1934-   | 2 321 (2012)       |
| Oppland Arbeiderblad (no) | quotidien       | régional (soc-dém) | Gjøvik         | 1924-   | 28 890 (2012)      |
| Østlandets Blad (no)      | quotidien       | régional           | Ski            | 1908-   | 11 859 (2012)      |
| Østlendingen (no)         | quotidien       | régional           | Elverum        | 1901-   | 16 475 (2012)      |

## R
| Nom                     | Périodicité  | Type     | Lieu d'édition | Période | Circulation (date) |
| ----------------------- | ------------ | -------- | -------------- | ------- | ------------------ |
| Rana Blad (no)          | quotidien    | régional | Mo             | 1902-   | 10 323 (2012)      |
| Ringerikes Blad (no)    | quotidien    | régional | Hønefoss       | 1845-   | 11 703 (2012)      |
| Rogalands Avis (no)     | quotidien    | régional | Stavanger      | 1899-   | 8 471 (2012)       |
| Romerikes Blad (no)     | quotidien    | régional | Skedsmo        | 1902-   | 30 176 (2012)      |
| Romsdals Budstikke (no) | hebdomadaire | régional | Molde          | 1843-   | 16 779 (2012)      |

## S
| Nom                         | Périodicité  | Type               | Lieu d'édition | Période | Circulation (date) |
| --------------------------- | ------------ | ------------------ | -------------- | ------- | ------------------ |
| Saltenposten (no)           | quotidien    | régional           | Fauske         | ?       | 4 783 (2012)       |
| Sandefjords Blad (no)       | quotidien    | régional           | Sandefjord     | 1859-   | 12 678 (2012)      |
| Sarpsborg Arbeiderblad (no) | quotidien    | régional (soc-dém) | Sarpsborg      | ?       | 13 203 (2012)      |
| Sogn Avis (no)              | quotidien    | régional           | Leikanger      | 1992-   | 9 698 (2012)       |
| Stavanger Aftenblad (no)    | quotidien    | régional           | Stavanger      | 1893-   | 61 636 (2012)      |
| Sunnhordland (no)           | quotidien    | régional           | Stord          | 1902-   | 6 697 (2012)       |
| Sunnmørsposten (no)         | quotidien    | régional (tabloïd) | Ålesund        | 1882-   | 29 199 (2012)      |
| Svalbardposten (no)         | hebdomadaire | régional           | Longyearbyen   | 1948-   | 2 679 (2012)       |

## T
| Nom                   | Périodicité  | Type          | Lieu d'édition | Période | Circulation (date) |
| --------------------- | ------------ | ------------- | -------------- | ------- | ------------------ |
| Telemarksavisa (no)   | quotidien    | régional      | Skien          | 1921-   | 20 063 (2012)      |
| Tidens Krav (no)      | quotidien    | régional      | Kristiansund   | 1906-   | 13 855 (2012)      |
| Tønsbergs Blad (no)   | quotidien    | régional      | Tønsberg       | 1870-   | 25 694 (2012)      |
| TradeWinds (no)       | hebdomadaire | international | Oslo           | 1990-   | ?                  |
| Troms Folkeblad (no)  | quotidien    | régional      | Finnsnes       | 1965-   | 6 873 (2012)       |
| Trønder-Avisa (no)    | quotidien    | régional      | Steinkjer      | 1940-   | 21 362 (2012)      |
| Tysvær Bygdeblad (no) | quotidien    | régional      | Tysvær         | ?       | 2 079 (2012)       |

## V
| Nom               | Périodicité     | Type                | Lieu d'édition | Période | Circulation (date) |
| ----------------- | --------------- | ------------------- | -------------- | ------- | ------------------ |
| Varden (no)       | quotidien       | régional            | Skien          | 1874-   | 22 465 (2012)      |
| Vårt Land (no)    | quotidien       | national (chrétien) | Oslo           | 1945-   | 24 471 (2012)      |
| Verdens Gang      | quotidien       | national (tabloïd)  | Oslo           | 1945-   | 188 354 (2012)     |
| Vesteraalens Avis | quotidien       | régional            | Stokmarknes    | 1892-   | 2 215 (2012)       |
| VestNytt (no)     | trihebdomadaire | régional            | Sotra          | 1987-   | 5 948 (2012)       |